# Google Workspace
Google Workspace (früher Google Apps for Business und Google Apps for Work, dann G Suite) ist eine Reihe von Software-Werkzeugen des US-amerikanischen Unternehmens Google LLC. Sie basieren auf Cloud-Computing- und Groupware-Konzepten. Der Hersteller bietet sie als Abonnement an.

## Geschichte
Am 26. April 2011, fast fünf Jahre nach der Markteinführung von Google Apps, gab Google bekannt, dass Organisationen mit mehr als zehn Benutzern die kostenlose Version von Google Apps nicht länger zur Verfügung steht. Sie mussten sich für die Bezahlversion anmelden, die damit als Google Apps for Business eingeführt wurde. Gleichzeitig wurde ein flexibles Bezahlkonzept vorgestellt, bei dem Benutzer die Option erhielten, pro Benutzer 5 $ monatlich zu bezahlen, ohne sich an eine Mindestlaufzeit zu binden.
Google gab am 6. Dezember 2012 bekannt, dass neuen Kunden die kostenlose Version von Google Apps nicht länger zur Verfügung steht.
Google Enterprise, die Unternehmensabteilung für Businessprodukte, wurde am 2. September 2014 in Google for Work umbenannt. Im Rahmen dieser größeren Änderungen wurde auch Google Apps for Business umbenannt – in Google Apps for Work. „G Suite“ heißt das Angebot seit September 2016.
Die kostenlose Version von Google Apps unterstützt seit dem 14. November 2014 keine sekundären Domains, sondern nur Domain-Aliase.
Am 6. Oktober 2020 stellte Google offiziell Google Workspace vor, welches den neuen Markennamen für die bisherige G Suite darstellt.
Das Angebot wurde im Jahre 2021 um Workspace Individual ergänzt für alle Nutzer geöffnet. Diese können – anfangs nur in den USA, Kanada, Mexiko, Brasilien, Australien und Japan – ohne Business-Konto Google Workspace nutzen.

## Produkte

Icons der Google Workspace Dienste

Die Produkte und Dienste des Angebots umfassen Gmail, Google Kalender, Google Drive, Google Docs, Sheets, Slides und Forms, Google Sites und Google Apps Vault.
Außer Google Apps Vault sind alle im kostenpflichtigen Basisangebot enthalten.
Der Hersteller bietet eine 14-Tage-Probeversion des Produkts für bis zu 10 Benutzer an. Benutzer können danach entweder einen Jahrestarif wählen oder einen flexiblen Monatstarif. Bei beiden Tarifen erfolgt die Rechnungsstellung monatlich und pro User. Bei dem flexiblen Tarif können Kunden unbegrenzten Speicherplatz und Google Apps Vault dazukaufen. Bei Organisationen mit weniger als fünf Benutzern besteht bei dieser Option eine Speicherobergrenze von 1 TB pro Benutzer. Gegen Entgelt bietet der Hersteller zusätzliche Business-spezifische Merkmale wie individuelle E-Mail-Adressen, mehr Speicherplatz für Dokumente und E-Mails sowie telefonischen und E-Mail-Support rund um die Uhr an.
Google Workspace ist auch Bestandteil zahlreicher anderer Produkte des Anbieters für Business und Enterprise. Dazu gehören Google Cloud Platform und die Business und Enterprise Versionen von Google Search, Google Maps und Google Chrome.
Voraussetzung für die Benutzung von Google Workspace ist der Besitz einer eigenen Domain.
Google Workspace ist eine Cloud-Computing-Lösung, bei der die Daten in Rechenzentren von Google gespeichert werden, statt auf traditionellen Servern, die sich direkt bei den Unternehmen befinden.

### Gmail
Gmail wurde am 1. April 2004 unter Einschränkungen eingeführt. 2007 wurde er allen Kunden zugänglich gemacht. Gemäß Google-Angaben wurde Gmail mit Stand Juni 2012 von 325 Millionen Menschen genutzt.
Die kostenlose Benutzerversion von Gmail wird durch Textwerbung finanziert. Dazu werden die E-Mails der Nutzer automatisch analysiert, um den Nutzern angepasste Werbung anzeigen zu können. Features sind unter anderem 15 GB kostenloser Speicherplatz, Gespräche als Threads, umfassende Suchoptionen und eine App-ähnliche Benutzeroberfläche.
Die Gmail-Version von Google Apps for Work ähnelt zwar der kostenlosen Version, verfügt aber über zusätzliche Funktionen speziell für Business-Benutzer.
Dazu gehören:
- Individualisierte E-Mails mit dem Domain-Namen des Kunden (@your company.com)
- 99,9 % garantierte Uptime ohne geplante Downtime zur Wartung[19]
- Mit Google Drive geteilter Speicherplatz, je nach Bezahlplan 30 GB oder unbegrenzt
- Werbefrei
- Kundensupport rund um die Uhr
- Google Apps Sync für Microsoft Outlook[18]

### Drive
Der Google-Dienst zur Speicherung und Synchronisation von Dateien wurde am 24. April 2012 eingeführt, mehr als sechs Jahre nach den ersten Gerüchten über die Entstehung des Produkts. Google betrat damit den Cloud-Speichermarkt und trat in Konkurrenz zu Unternehmen wie Dropbox und Box. Googles offizielle Ankündigung beschrieb Google Drive als „zentralen Ort zum Erstellen, Teilen, gemeinsamen Bearbeiten und Aufbewahren Ihrer Dateien“.
Jeder Benutzer von Google Apps for Business erhielt anfangs 5 GB Drive-Speicherplatz sowie die Möglichkeit, zusätzlichen Speicherplatz zu erwerben. Google erhöht den Drive-Speicherplatz für Kunden von Google Apps am 13. Mai 2013. Die 25 GB Speicherplatz bei Gmail und die 5 GB bei Drive werden zusammengelegt, sodass jeder Benutzer insgesamt 30 GB zur Verfügung hat, die frei auf alle Apps-Produkte verteilt werden können, einschließlich Gmail und Google Drive. Google kündigt am 25. Juni 2014 Drive for Work an, ein neues Angebot von Google Apps mit unbegrenztem Speicherplatz für Dateien, erweiterten Prüfungsberichten und neuer Sicherheitssteuerung.
Mit Google Drive können Benutzer alle Arten von Dateien in die Cloud hochladen, sie mit anderen teilen und von jedem Computer, Tablet oder Smartphone darauf zugreifen. Die Synchronisierung von Dateien zwischen Computer und Cloud ist mit einer Desktop-Anwendung für Mac und PC möglich. Die App erstellt einen eigenen Ordner auf dem Computer, und alle Dateiänderungen über Drive, das Internet und unterstützte Geräte werden automatisch synchronisiert. Die Endverbraucherversion bietet 15 GB Speicherplatz, der von Gmail, Drive und Google+ Photos geteilt wird.
Als Teil von Google Apps for Work umfasst Google Drive zusätzliche Business-spezifische Funktionen. Dazu gehören:
- Je nach Speicherplatzabonnement 15 GB (kostenlos) bis 30 TB[27]
- Kunden-Support rund um die Uhr
- Freigabe von Dateien an andere Nutzer oder Benutzergruppen
- Erweiterte Prüfungen und Berichte[28]

### Google Docs Editors
Google Apps enthält Online-Editoren zum Erstellen von Textdokumenten, Dokumentenformaten, Tabellenkalkulationen, Präsentationen und Übersichten. Das Tool-Set wurde am 11. Oktober 2006 unter dem Namen Google Docs & Spreadsheets eingeführt.
Google Docs, Sheets, Slides und Forms funktionieren im Webbrowser und in Mobilgeräten mit Internetverbindung. Dokumente, Tabellen, Präsentationen und Übersichten können in Realzeit geteilt, kommentiert und bearbeitet werden. Zusätzliche Funktionen sind ein unbegrenztes Bearbeitungslog, und ein Offline-Zugang, der die Arbeit an Dokumenten ermöglicht, ohne dass eine Internet-Verbindung besteht.
Am 25. Juni 2014 führte Google das native Bearbeiten von Microsoft-Office-Dateien in Google Docs, Sheets und Slides ein. Ein Journalist von Mashable schrieb dazu: „Google positioniert seine Apps ganz eindeutig als bezahlbarere Lösung für Unternehmen, die nur hin und wieder Office-Dateien bearbeiten müssen.“ Ähnliche Meinungen fanden sich auch in anderen Artikeln.

#### Google Sites
Google Sites wurde am 28. Februar 2008 eingeführt und ermöglicht die Erstellung und Bearbeitung von Websites auch ohne Kenntnisse von HTML oder Webdesign. Benutzer können Websites von Grund auf oder mit Vorlagen erstellen, Inhalte wie Fotos und Videos hochladen und Zugriffsrechte für das Betrachten und Bearbeiten jeder einzelnen Seite festlegen.
Google Sites war zunächst Bestandteil des kostenpflichtigen Google Apps, wurde aber bald auch dem Endverbraucher zugänglich gemacht. Geschäftskunden erstellen mit Google Sites Projektsites, Intranets für ihre Unternehmen und öffentliche Websites. Das Programm wurde dabei Bestandteil von Google Docs Editors.
| Google Docs                  | Google Sheets | Google Slides | Google Forms | Google Sites | Google Notizen |
| Google Docs – Logo seit 2020 |               |               |              |              |                |
| ---------------------------- | ------------- | ------------- | ------------ | ------------ | -------------- |

### Google Kalender
Der Online-Kalenderdienst von Google wurde am 13. April 2006 eingeführt und war in Gmail integriert. Er benutzt den iCal-Standard und kann darum auch mit anderen Kalenderanwendungen zusammenarbeiten.
Der Online-Kalender von Google ist ein integrierter Online-Kalender, der geteilt werden kann und für Teams entwickelt wurde. Unternehmen können Team-spezifische Kalender erstellen und diese unternehmensweit teilen. Kalender können zur Verwaltung und für Events an andere Benutzer delegiert werden. Außerdem können Benutzer über den Google Kalender die Verfügbarkeit von Besprechungszimmern oder anderen Ressourcen ermitteln und Events hinzufügen.
Zu den Features des Google Kalenders gehören:
- Teilen des Kalenders mit Teammitgliedern und anderen, um Verfügbarkeiten zu überprüfen
- Zusammenlegung der Kalender der Teammitglieder, um auf einen Blick zu sehen, wann alle verfügbar sind
- Benutzung der App für Mobilgeräte oder Synchronisierung mit dem eingebauten Kalender auf Mobilgeräten
- Veröffentlichung von Kalendern im Netz und Integration in Google Sites
- Migration aus Exchange, Outlook oder iCal bzw. von .ics- und .csv-Dateien
- Belegung gemeinsamer Räume und Ressourcen[39]

### Google Hangouts
Am 15. Mai 2013 gab Google bekannt, dass ein neues Text-, Sprach- und Video-Chat-Tool die bisherigen Dienste Google Talk, Google Voice und Google+ Hangouts ersetzen wird. Der neue Dienst heißt Google Hangouts und ermöglicht es bis zu 10 Personen in der Endverbraucherversion und bis zu 15 in der Work-Version, von ihrem Computer oder Mobilgerät aus Gesprächen beizutreten. Teilnehmer können ihre Bildschirme teilen und gemeinsam etwas betrachten oder daran arbeiten. Der Dienst Hangouts On Air ermöglicht das Streamen von Live-Übertragungen an Google+, YouTube und private Websites.
Administratoren können Hangouts auf Benutzer derselben Domain eingrenzen und somit externe Teilnehmer ausschließen.
Die Hangouts-App speichert Nachrichten online in der Google-Cloud und kann deaktiviert werden, wenn einzelne Teilnehmer private Inhalte besprechen möchten. Die Google+-Integration speichert jedes geteilte Foto in einem privaten, geteilten Album auf Google+.
Am 30. Juli 2014 kündigte Google an, dass alle Kunden von Google Apps Zugriff auf Hangouts erhalten, also auch Kunden ohne Google+-Profil. Google trat außerdem in Partnerschaften mit anderen Video-Chat-Anbietern wie Blue Jeans Network und Intercall ein.
Am 19. Dezember 2014 kündigte Google über einen Post auf Google+ an, dass eines der am meisten gewünschten Features von Hangouts in Gmail zurückkehren wird: Die Apps-Administratoren können festlegen, dass Statusmeldungen nur intern angezeigt werden.

### Google+
Google+ war das Soziale Netzwerk von Google. Es startete am 28. Juni 2011, allerdings zunächst nur testweise mit Einladung. Beobachter bezeichneten es als neuesten Versuch von Google, den Branchenprimus Facebook herauszufordern. Google+ hat seitdem Twitter als weltweit zweitgrößtes soziales Netzwerk nach Facebook überholt, wurde aber auch dafür kritisiert, dass es Benutzer enttäuschen würde und kaum Empfehlungstraffic generiert.
Am 27. Oktober 2011 gab Google bekannt, dass Google+ nun für alle Personen zugänglich ist, die Google Apps am Ausbildungsplatz, in der Arbeit oder zu Hause nutzen.
Am 29. August 2012 kündigte Google an, dass Google+ Funktionen für Organisationen erhält. Dazu gehören das private Teilen innerhalb von Organisationen und administrative Beschränkungen des Zugriffs auf Profile und Posts.
Am 5. November 2013 fügte Google eine Sicherheitsebene für eingeschränkte Communitys hinzu, sodass nur Mitglieder einer Organisation beitreten können. Administratoren haben die Option, Communitys standardmäßig einzuschränken und gesondert über den Beitritt Außenstehender zu entscheiden.
Google+ erhielt als Business-Netzwerk gemischte Kritiken. Einerseits wurden Funktionen gelobt, die kleineren Unternehmen helfen, online bemerkt zu werden, andererseits wurde bemängelt, dass es zur Verwirrung beim Thema Markenbildung kommt, aber es hieß auch, es sei für Unternehmen ein wichtiger Schritt auf dem Gebiet des Social Marketing. Viele Online-Artikel betonen, dass eine Präsenz auf Google+ Unternehmen einen Vorteil bei den Google-Suchresultaten bringt, weil Posten und Teilen auf Google+ von Google unmittelbar indexiert werden.
Nach einer Datenpanne, die im Oktober 2018 bekannt wurde, wurde Google+ für private Nutzer im April 2019 eingestellt.

### Google Apps Vault
Google Apps Vault ist ein Dienst für Archivierung und eDiscovery, der exklusiv für Kunden von Google Apps erhältlich ist und am 28. März 2012 angekündigt wurde. Vault ermöglicht Kunden das Auffinden und Aufbewahren von E-Mail-Nachrichten, Chats und Dokumenten, die möglicherweise rechtlich relevant sind. Außerdem erleichtert es die Verwaltung von Geschäftsdaten zum Zweck der Kontinuität, Konformität und Kontrolle. Seit dem 25. Juni 2014 können Vault-Kunden außerdem Dateien in Google Drive suchen, ansehen und exportieren.
Google Apps Vault ist integrierter Bestandteil von Google Apps for Work, mit unbegrenztem Speicherplatz.

### Google Apps Marketplace
Der 2010 gestartete Google Apps Marketplace ist ein Online-Store mit Business-orientierten Cloud-Anwendungen, die die Funktionalität von Google Apps unterstützen. Im Marketplace können Administratoren nach integrierten Business-orientierten Cloud-Anwendungen suchen, diese kaufen und einsetzen. Er ist verfügbar für Google Apps, Google Apps for Work und Google Apps for Education.
Außerdem können Entwickler Apps im Marketplace entwickeln oder Apps und Dienste dort verkaufen. Am 6. März 2014 teilte Google mit, dass die Kunden von Google Apps seit dem Start des Marketplace 2010 mehr als 200 Millionen Apps von dort installiert haben.
Am 17. September 2014 veröffentlichte Google in einem Blog-Post, dass Mitarbeiter Apps von Drittanbietern im Marketplace installieren können, ohne dass Administratoren daran beteiligt sein müssen.

## Sicherheit
Google erklärt ausdrücklich, dass ihm die Kundendaten nicht gehören, die in den Rechenzentren von Google gespeichert werden. Zugriff haben auf die Daten nur ausgewählte Angestellte und Mitarbeiter. Die Daten werden nicht mit Dritten geteilt, nur so lange aufbewahrt wie vom Kunden gewünscht, und wenn Kunden Google Apps verlassen, können sie die Daten mitnehmen.
Google Apps ist nach zahlreichen Standards zertifiziert, einschließlich SSAE 16 / ISAE 3402 Typ II, SOC 2-Bericht und ISO 27001. Google nimmt am Privacy-Shield-Abkommen (wurde am 16. Juli 2020 vom EuGH für ungültig erklärt) teil und bietet Kunden in der EU den Abschluss der EU-Modellvertragsklauseln und einen Zusatz zur Datenverarbeitung an, um den EU-Datenschutzanforderungen zu genügen. Insbesondere für US-Kunden werden auch industriespezifische Anforderungen wie Health Insurance Portability und Accountability Act (HIPAA) unterstützt. Google gibt an, dass Google Apps über integrierte Spamblocker mit eingebautem Virenscanner und Dokumentenprüfung verfügt, die aktiviert werden, bevor Benutzer eine Nachricht herunterladen können.
Google versichert, dass alle in Google Drive hochgeladenen Dateien verschlüsselt sind, ebenso wie jede gesendete oder empfangene E-Mail beim internen Datenverkehr zwischen Rechenzentren. In einem Blog-Post hat Google for Work angegeben, dass es strenge Vertragsverpflichtungen zum Schutz der Kundendaten eingeht und keine Werbung zeigt bzw. Kundeninformationen nicht zu Werbezwecken scannt.

## Google-Vertriebspartner und Empfehlungen
Google verfügt über ein System von Vertriebspartnern, die Interessierten beim Einstieg in die Arbeit mit Apps behilflich sind. Am 10. März 2014 startete Google ein Empfehlungsprogramm, bei dem der Empfehlende 15 $ für jeden daraus entstehenden Neukunden erhält. Das Programm galt zunächst für alle Teilnehmer, die in den USA und Kanada gemeldet sind. Aus dem Kleingedruckten des Empfehlungsprogramms geht hervor, dass zwar jeder eine unbegrenzte Anzahl von Neukunden empfehlen kann, die Auszahlung aber nur für die ersten 100 Benutzer eines Empfehlungskunden erfolgt.
Am 4. Dezember 2014 stellte Google das Partnerprogramm für Google for Work und Education vor, das Partnern helfen sollte, die Produkte und Plattformen von Google for Work und Education zu verkaufen, zu pflegen und zu erneuern.

## Rezeption
Google Workspace hat zahlreiche positive Online-Kritiken erhalten, die Durchschnittswertung liegt bei 4–5 von fünf Sternen. Die Kritiken loben vor allem das konkurrenzfähige Preisgefüge von Google Apps, das vollständige Paketangebot, das einfache Setup und die problemlose Funktionalität über mehrere Geräte. Einige negative Kritiken führen an, dass Google Apps, Google Presentations und Google Documents nicht über den gleichen Funktionsumfang verfügen wie Powerpoint und Microsoft Word, die darum professioneller gestaltete Dokumente ermöglichen.
Google gibt an, dass mehr als 5 Millionen Unternehmen Google Workspace benutzen, und zwar entweder die kostenfreie oder die Bezahlversion. Laut Amit Singh, Präsident von Google for Work, nutzen 60 % der Fortune-500-Unternehmen die Dienste von Google for Work. Die Kunden seien dabei weltweit über alle Branchen verteilt.